# أكيرا أمانو
أكيرا أمانو (باليابانية: 天野 明) هي مانغاكا ولدت في اليابان سنة 1973.

## أعمالها
من أهم أعمالها:
- شونن سبِن
- كاتيكيو هيتمان ريبورن!
- مونكي بيزنيس
- باكوهاتسو هاوك!!
- سايكو-باس

## روابط خارجية
- أكيرا أمانو على موقع IMDb (الإنجليزية)
- أكيرا أمانو على موقع قاعدة بيانات الفيلم (الإنجليزية)
- أكيرا أمانو على موقع ANN person (الإنجليزية)